# منتخب إندونيسيا للكريكت
منتخب إندونيسيا للكريكت هو ممثل إندونيسيا الرسمي في المنافسات الدولية في الكريكت
.